# Plaza Garibaldi

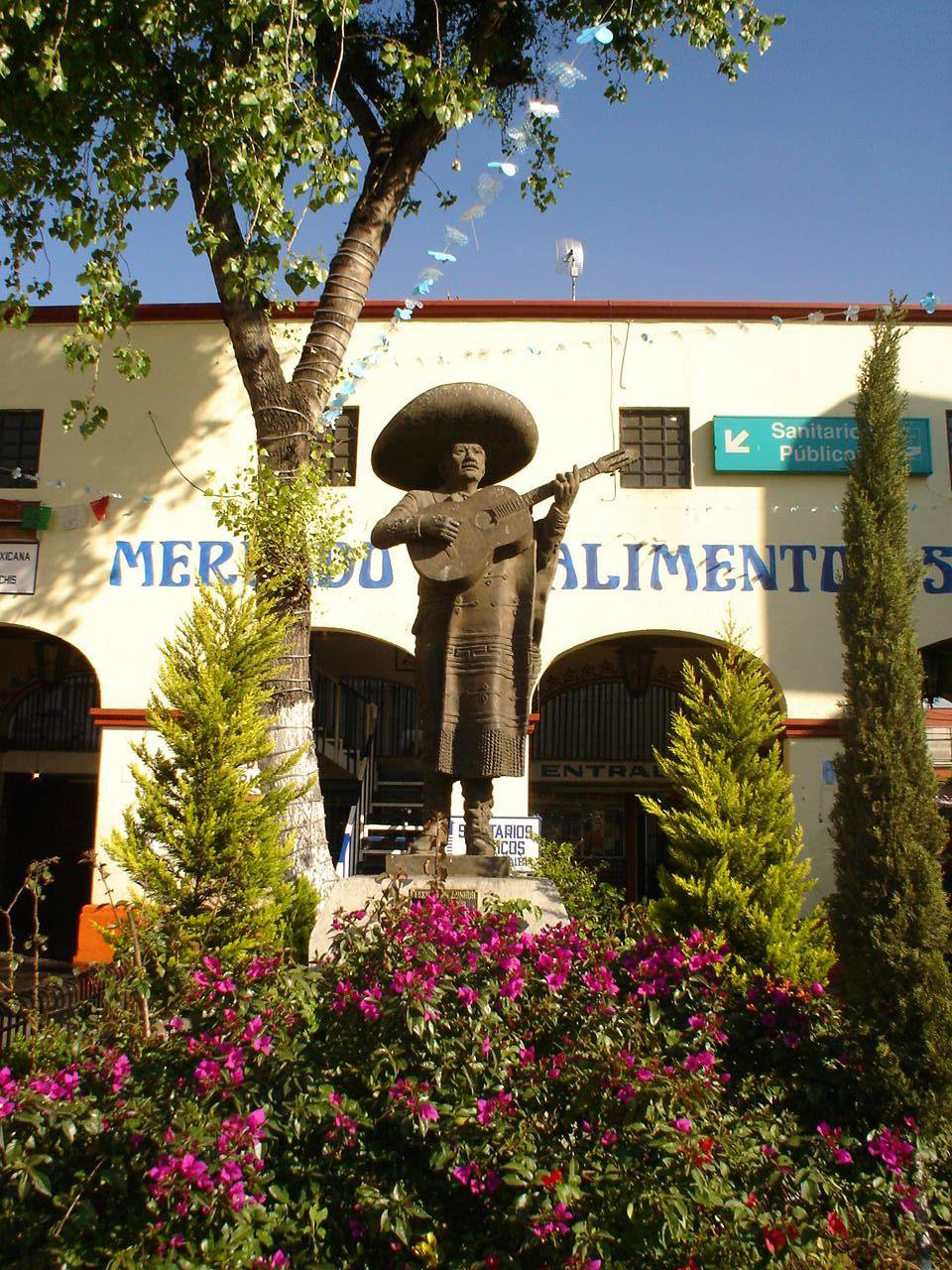
Monumento al Mariachi en la plaza Garibaldi

La plaza Garibaldi está situada en la parte centro norte del centro histórico de la Ciudad de México en el barrio de la Lagunilla, sobre del Eje Central Lázaro Cárdenas y las calles de Allende, República de Perú y República de Ecuador en la Colonia Guerrero; colinda con el barrio de Tepito.
Es famosa por los grupos de mariachis, grupos norteños, tríos románticos y grupos de música veracruzana, vestidos con su atuendo típico y equipados con sus instrumentos musicales. Por muchos años ha sido el lugar de elección para conseguir a un mariachi quien cante o acompañe una serenata, toque y cante en una fiesta de quinceañera, o en algunos cumpleaños, noches mexicanas y otros festejos.
Hacia 1923 en la vieja plaza de Garibaldi, que estaba rodeada de vecindades había pequeños comercios, un mercado, un expendio de pulque y una cantina llamada el "Tenampa" propiedad de Juan Hernández Ibarra, comerciante originario del pueblo de Cocula, Jalisco. En él, (hasta hoy famoso "Tenampa") se presentó por primera vez el conjunto "Mariachi Coculense" dirigido por Concepción Andrade. A partir de ahí la Plaza de Garibaldi fue dándose a conocer como un animado lugar para ir a escuchar conjuntos folclóricos, especialmente mariachis y para degustar de la gastronomía típica de Jalisco y del Valle de México.
El nombre de la plaza durante la época colonial fue Plazuela de Jardín, y más tarde Plaza del Baratillo'.... nombre que adoptó en 1871 cuando fue sede de El Baratillo, un tianguis donde se comercializaban objetos usados y baratos y que anteriormente se ubicaba en la plazuela del Factor. Conservó ese nombre hasta 1921, año en que se celebró el primer centenario de la consumación de la Independencia de México y cambió su nombre a Plaza Garibaldi en alusión al nieto de Giuseppe Garibaldi, José “Peppino” Garibaldi, quien combatiera en 1911 en las filas de Francisco I. Madero en Chihuahua, durante la Revolución Mexicana.
El 22 de noviembre en la plaza se celebra a Santa Cecilia de Roma patrona de los músicos

## Plazas hermanadas
La plaza está «hermanada» con la Plaza Real de la ciudad de Barcelona, España, desde 1988.

## Galería

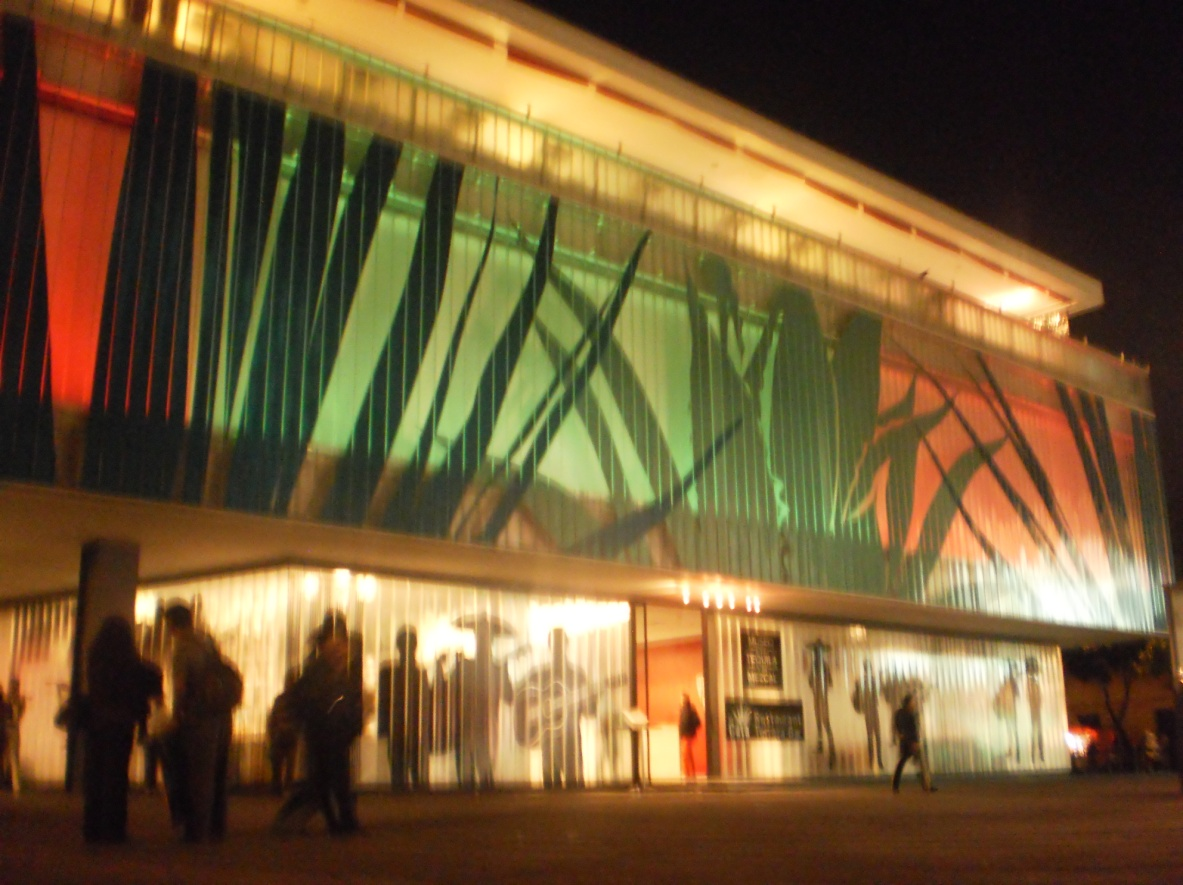
Luces y siluetas.
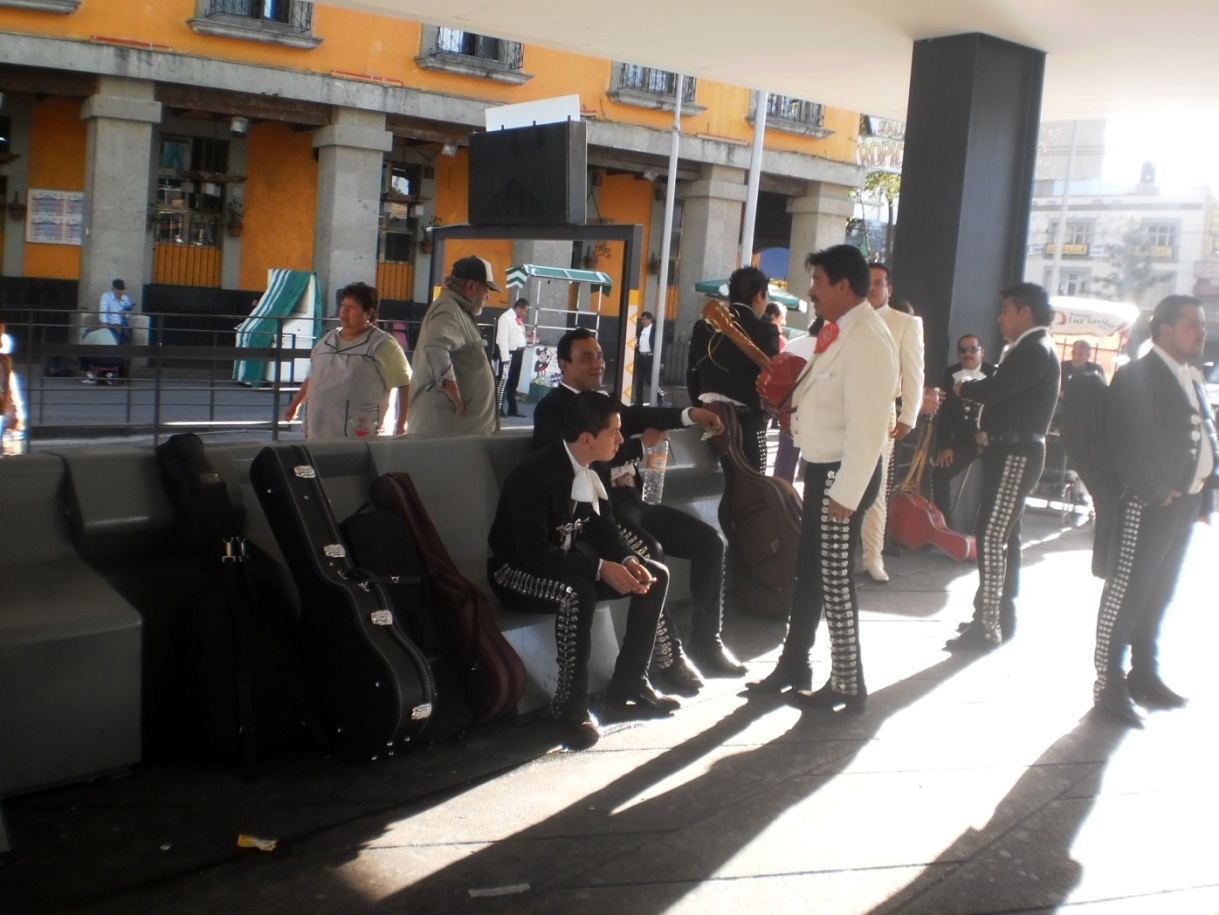
Músicos esperando a ser contratados.
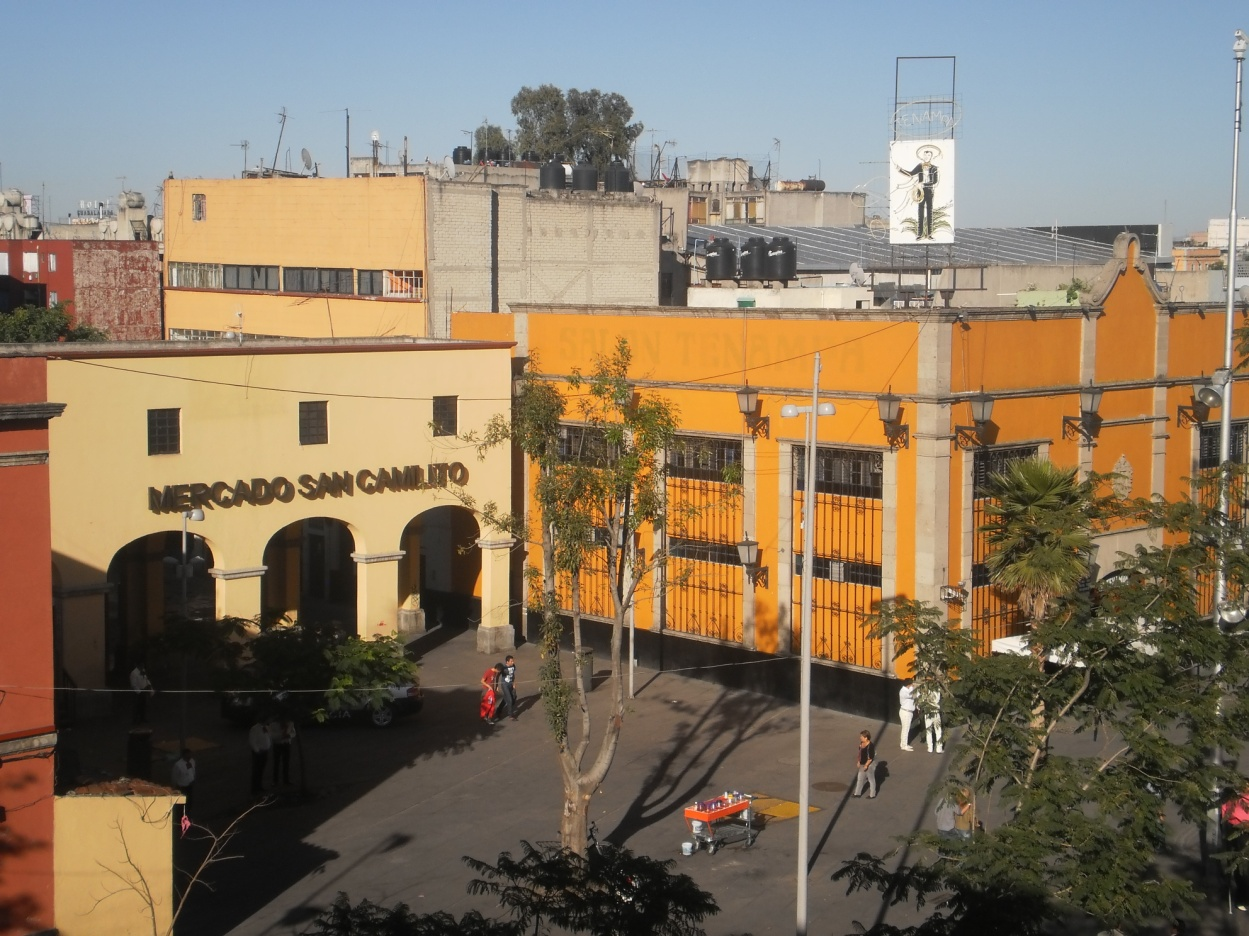
Plaza Garibaldi de día.
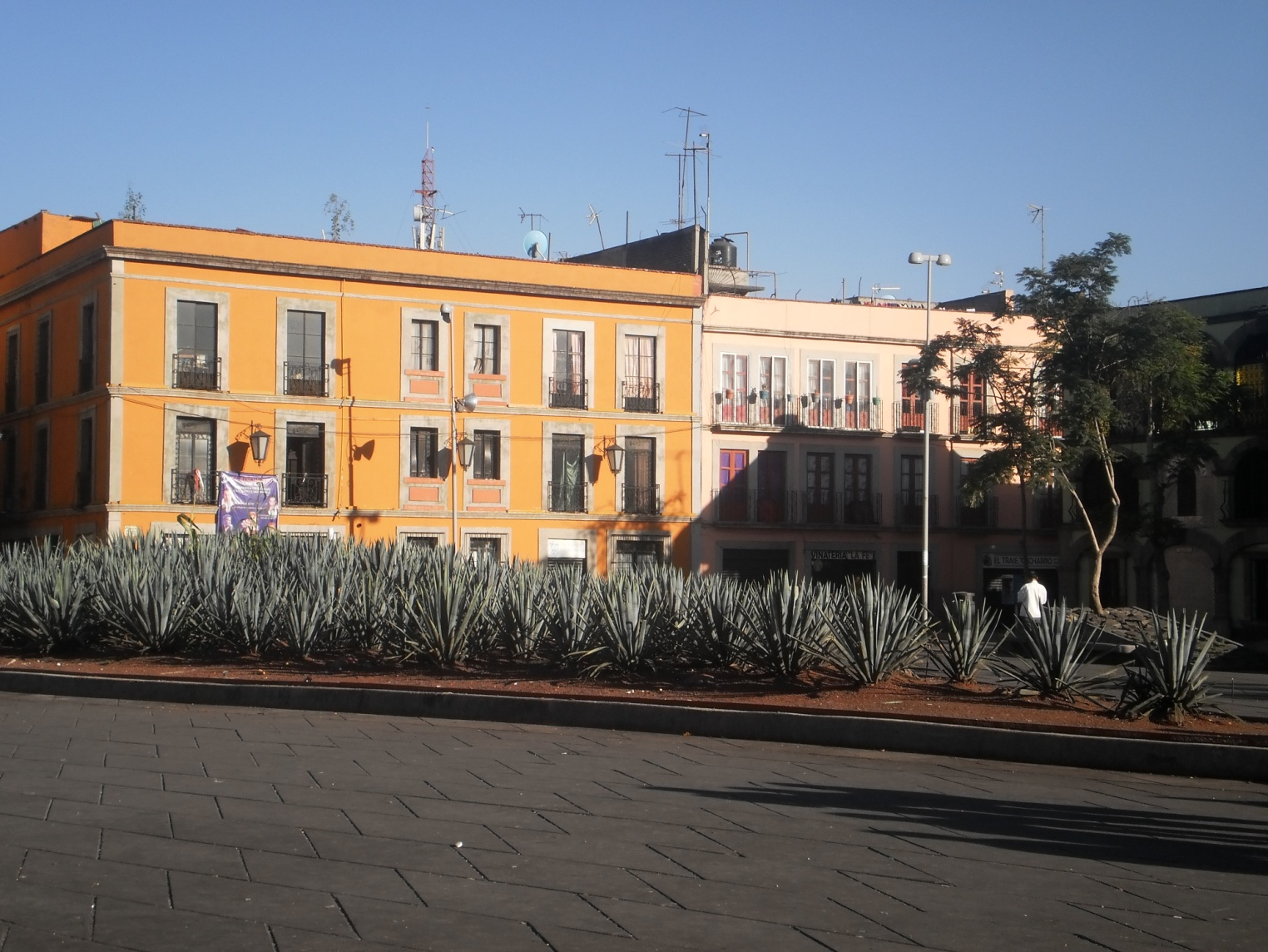
Agaves de la plaza.
Mariachi en vestimenta azul.Mariachi en vestimenta azul.
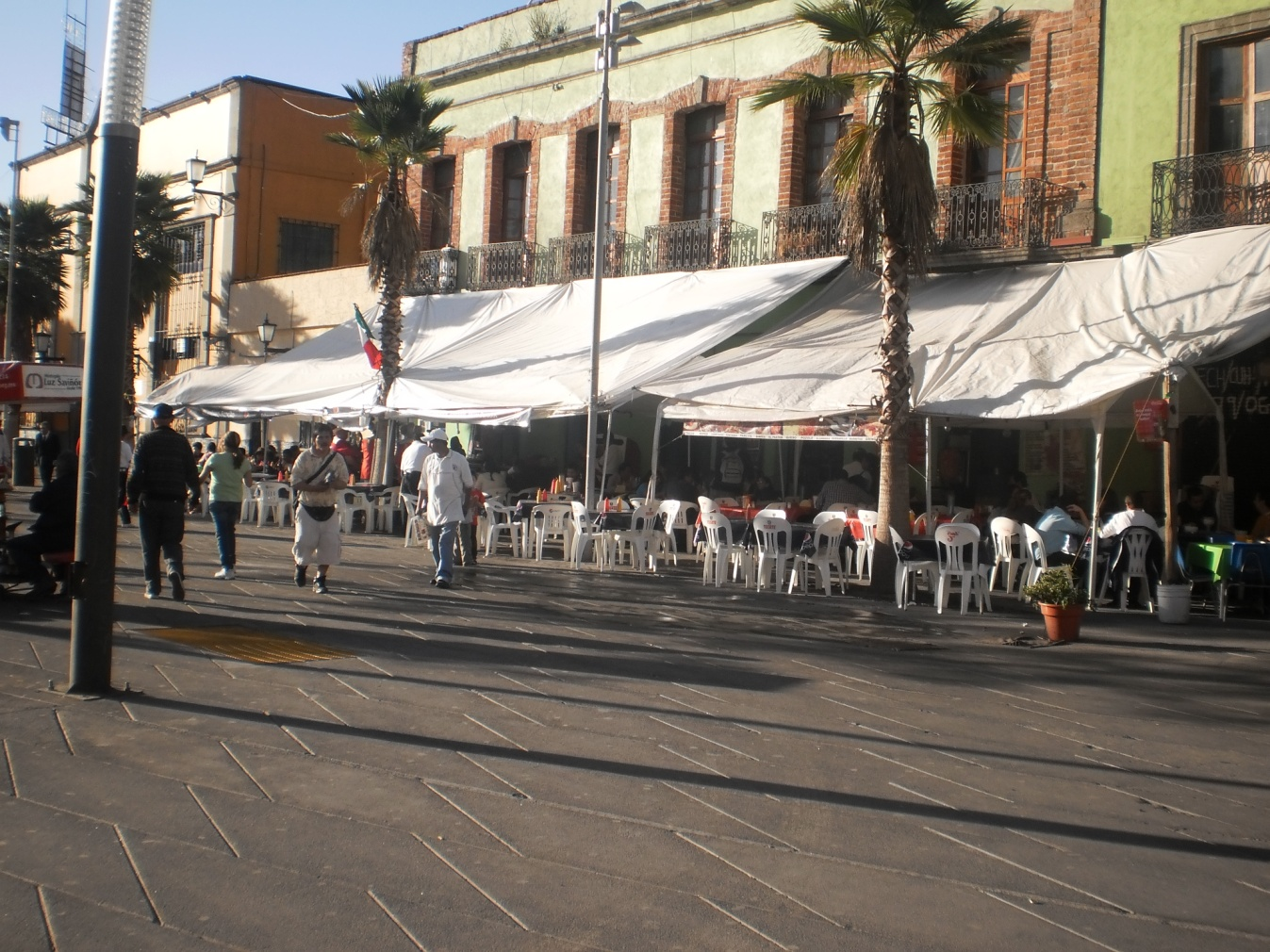
Establecimientos.
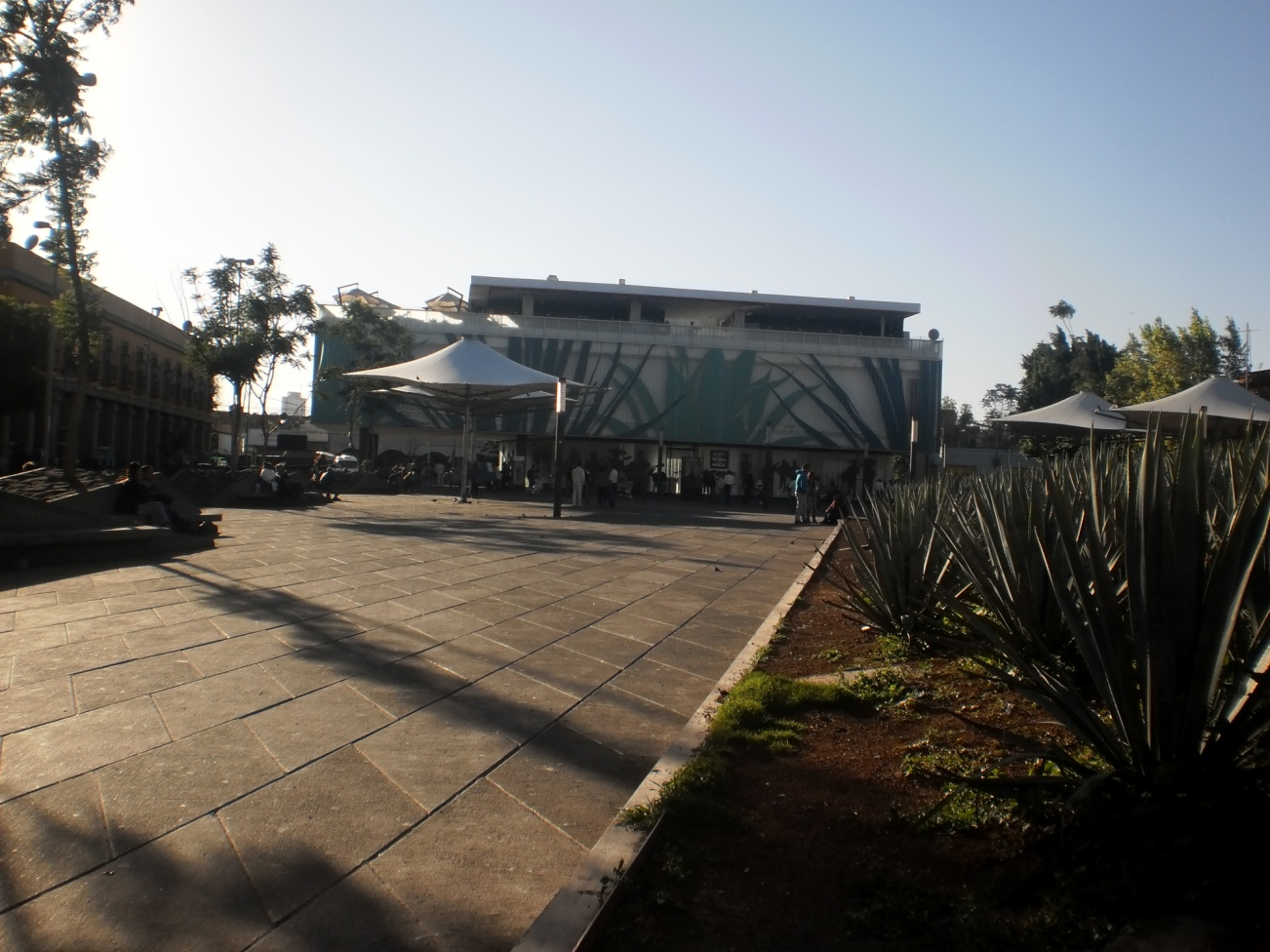
Plaza Garibaldi.
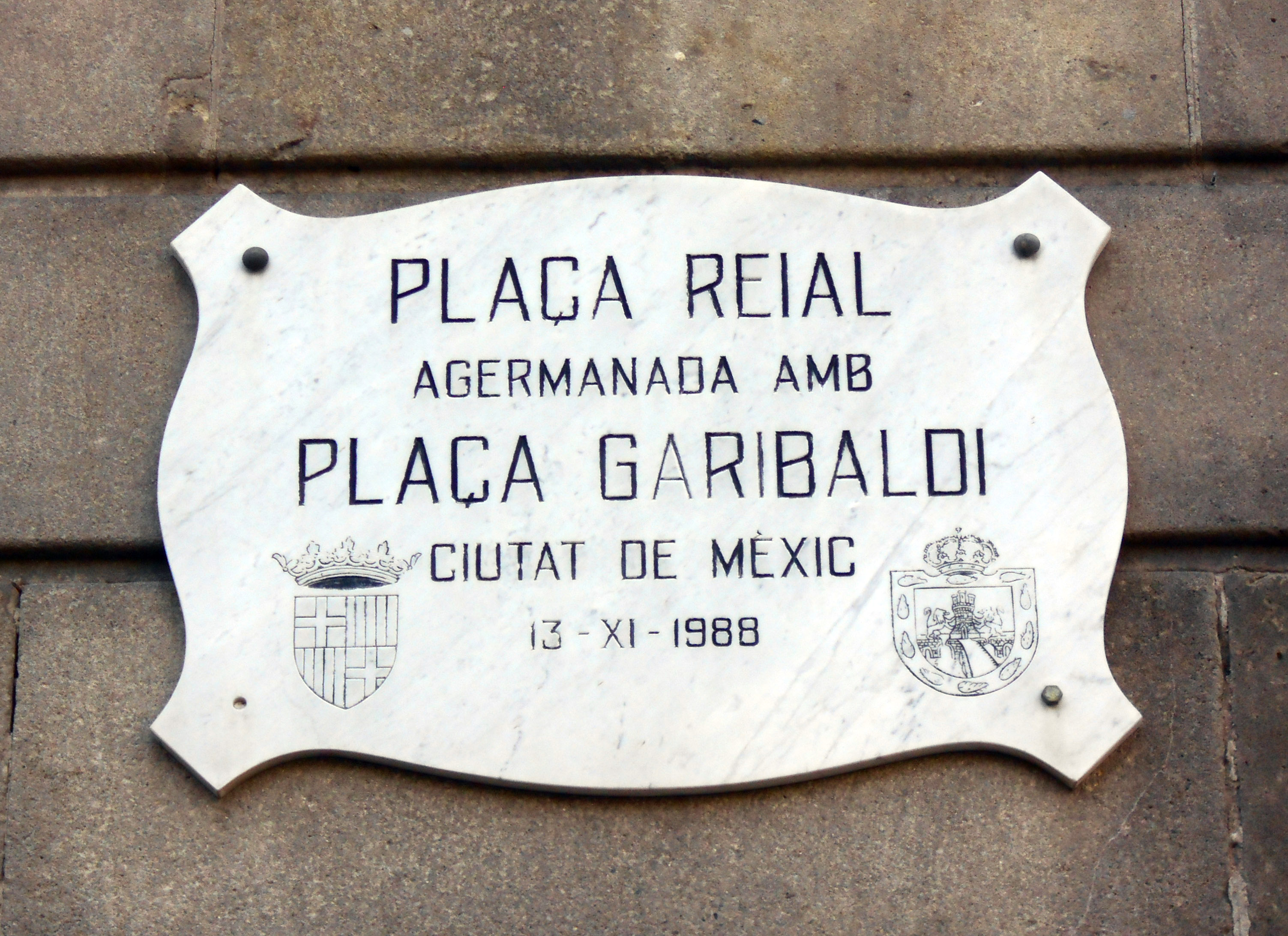
Plaza Real de Barcelona, desde 1988 hermanada con la plaza Garibaldi.

Plaza Garibaldi, reúne cuatro elementos reconocidos como Patrimonio Intangible de la Humanidad:
1. El centro histórico del distrito federal
2. La gastronomía mexicana, en su mercado San Camilito y los múltiples establecimientos mercantiles de la plaza.
3. El tequila.
4. El mariachi

Pero además se baila al ritmo de la salsa y la cumbia, también Patrimonio Inmaterial de la Humanidad.